# Lukavice (district d'Ústí nad Orlicí)
Pour les articles homonymes, voir Lukavice.
Lukavice (en allemand : Lukawitz) est une commune du district d'Ústí nad Orlicí, dans la région de Pardubice, en République tchèque. Sa population s'élevait à 1 211 habitants en 2024.

## Géographie
Lukavice se trouve à 4 km au sud-sud-est de Žamberk, à 12 km au nord-est d'Ústí nad Orlicí, à 51 km à l'est de Pardubice et à 147 km à l'est de Prague.
La commune est limitée par Žamberk au nord, par Líšnice, Nekoř et Šedivec à l'est, par Letohrad au sud, par Písečná au sud-ouest et par Dlouhoňovice à l'ouest.

## Histoire
La première mention écrite de la localité date de 1354.

## Galerie

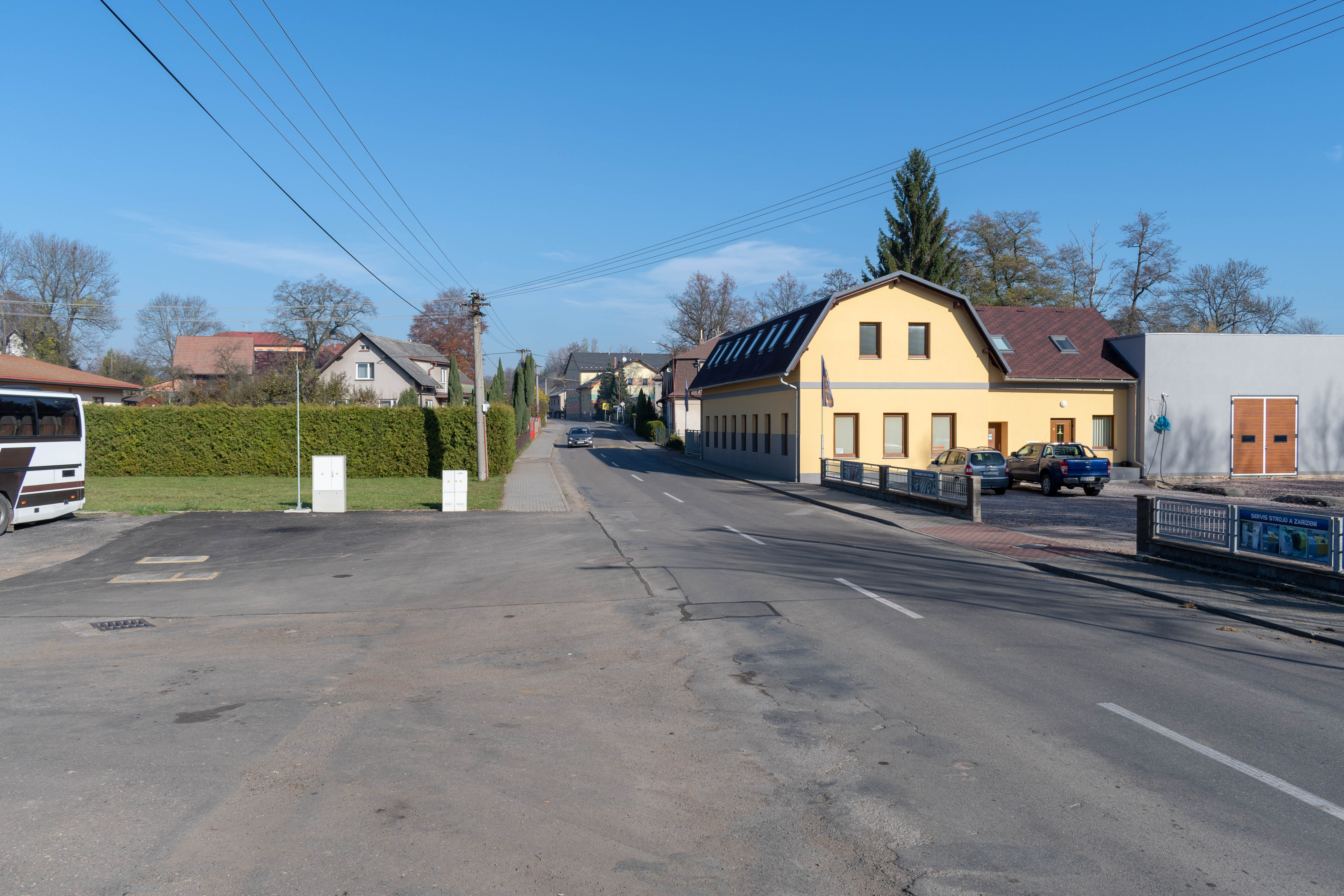
Lukavice : rue principale.
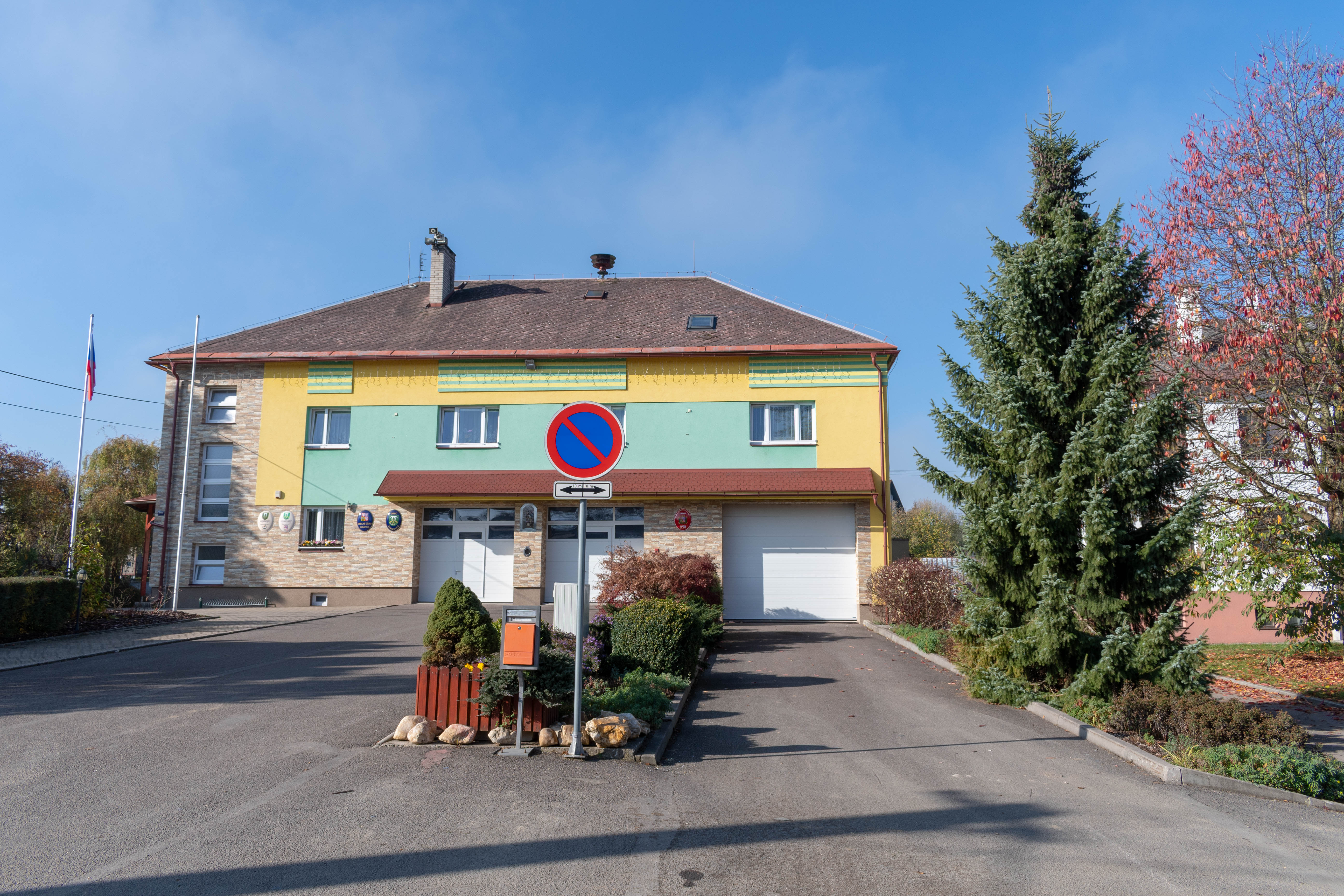
Lukavice : la mairie.

## Transports
Par la route, Lukavice trouve à 3,5 km de Žamberk, à 16 km d'Ústí nad Orlicí, à 67 km de Pardubice et à 176 km de Prague. 